# レカナーティ
レカナーティ（伊: Recanati）は、イタリア共和国マルケ州マチェラータ県にある、人口約21,000人の基礎自治体（コムーネ）。

## 地理

### 位置・広がり
マチェラータ県のコムーネ。県都マチェラータから北北東へ14kmの距離にある。

#### 隣接コムーネ
隣接するコムーネは以下の通り。括弧内のANはアンコーナ県所属を示す。
- カステルフィダルド (AN)
- ロレート (AN)
- マチェラータ
- モンテカッシアーノ
- モンテファーノ
- モンテルポーネ
- オージモ (AN)
- ポルト・レカナーティ
- ポテンツァ・ピチェーナ

### 気候分類・地震分類
レカナーティにおけるイタリアの気候分類 (it) および度日は、zona D, 1982 GGである。
また、イタリアの地震リスク階級 (it) では、zona 2 (sismicità media) に分類される。

## 行政

### 分離集落
レカナーティには、以下の分離集落（フラツィオーネ）がある。
- Bagnolo, Castelnuovo, Chiarino, Le Grazie, Montefiore, Santa Lucia, Fontenoce, Costa Dei Ricchi, Sambucheto, Spaccio Romitelli

## 人物

### 著名な出身者
- ジャコモ・レオパルディ - 19世紀前半の詩人・随筆家・哲学者・文献学者。
- ジュゼッペ・ペルシアーニ（英語版） - 19世紀のオペラ作曲家。
- ベニャミーノ・ジーリ - 20世紀前半のテノール歌手。
- フランコ・ウンチーニ - オートバイのロードレースライダー。
- ミケーレ・パオルッチ - サッカー選手。